# Aníta Hinriksdóttir
Aníta Hinriksdóttir (* 13. ledna 1996 Reykjavík) je islandská atletka zaměřená na běhy na středních tratích. Je členkou klubu Íþróttafélag Reykjavíkur a jejím trenérem je Gunnar Páll Jóakimsson V roce 2013 vyhrála anketu Atlet Evropy v kategorii vycházejících hvězd.
Na Mistrovství světa juniorů v atletice 2012 v Barceloně skončila v běhu na 800 m na čtvrtém místě, vyhrála tuto trať na Mistrovství světa v atletice do 17 let 2013 v Doněcku (získala tak první titul atletického mistra světa v islandské historii) a na Mistrovství Evropy juniorů v atletice 2013 v Rieti, na Mistrovství Evropy juniorů v atletice 2015 v Eskilstuně skončila třetí. Na halovém ME 2015 v Praze mezi dospělými závodnicemi skončila na pátém místě. Při svém debutu na Mistrovství světa v atletice 2015 vypadla v rozběhu a obsadila celkově 20. místo. Má také pět zlatých medailí z Her malých států Evropy. Na halovém MS 2016 v Portlandu byla ve finále na 800 metrů pátá. Na mistrovství Evropy v atletice 2016 skončila na osmistovce na osmém místě, na olympiádě 2016 vypadla v rozběhu, i když vytvořila nový islandský rekord.
Její osobní rekordy jsou 54,29 sekund na 400 metrů, 2:00,14 na 800 m, 4:16.51 na 1500 m a 6:34.80 na 2000 m překážek. Je dvojnásobnou islandskou rekordmankou na otevřené dráze a dvojnásobnou v hale, čas 2:01,56 na osmistovce, který vytvořila na ME v Praze, je také evropským juniorským halovým rekordem.